# 新田官軍
新田官軍（にったかんぐん）は、上州新田氏の流れを汲むとされる交代寄合岩松俊純が尊皇・倒幕を旗印に慶応4年に結成した組織。新田勤王党、新田勤皇党とも称した。

## 歴史
新田郡下田島村を所領とする岩松家は、120石と微禄の旗本にもかかわらず交代寄合という大名並みの家格であった。ネズミよけの猫絵やまじない札を頒布し「猫絵の殿様」として知られていた。
尊皇派と佐幕派の対立が深まる中の慶応3年（1867年）に岩松家当主岩松俊純を盟主に新田一族の末裔の大舘謙三郎、金井之恭、橋本多賀之助らにより新田義貞の勤王倒幕の志を継ぎ今再び勤王倒幕を目指す新田勤王党が結成された。勤王倒幕の謀議をしていたところ、その計画が幕府方に漏れて捕縛され、主だった者が処刑されることになったが、その前の慶応4年（1868年）2月に江戸征伐に向かう東山道鎮撫総督岩倉具定率いる官軍が中山道に進軍してきたことにより、その際に官軍によって解放された。
俊純は自らについて先祖新田義貞の勤王討幕の志を継いで皇家の藩屏となり、先祖の悲願の達成を願う者であること、自らの進退は一任するので今後のご指示を賜りたいことを訴える書状を岩倉具定に提出。これに対して岩倉は慶応4年3月11日付けで「其方儀祖先左中将（新田義貞）之遺志を継ぎ、為国家忠勤仕度趣再三歎願に付、中軍随従申附候条、無用之冗兵を除き、精撰之士を率ひ勉励尽力可致候事」という指令を俊純に出した。
これにより新田勤王党は官軍の一部隊になることを許され、新田官軍への再編が行われた。新田官軍の編成は本隊45名と江戸御本営御玄関番13名の計58名であった。全員が新田郡の住民だった。無政府状態に乗じて新田郡の方面でも打ちこわしなどが起こっていたが、新田官軍がこれを鎮圧し、軍事訓練に役立てた。
その後新田官軍は武蔵忍城への官軍進撃に従軍し、そこで洋砲30挺と火薬の支給を受けた。その後総督の旗の守護の任務にあたった。慶応4年（1868年）4月28日に官軍より出陣命令を受けて出動し、会津藩軍が侵入してきた上野国利根郡方面での戦いに参加した。5月3日に沼田に到着し、前橋藩、高崎藩、館林藩、吉井藩など上野国の官軍諸藩とともに片品川に沿って進軍した。新田官軍に従軍していた高木潜一郎の手記によると途中で会津藩の待ち伏せに会い、大円寺まで一時後退し、まもなく400人余りの会津軍がそこへ攻撃をかけてきて激戦になったが、烏合の衆だった会津軍を蹴散らすことに成功したという。新田官軍の実戦参加は結局これのみだったが、徳川幕府滅亡の時にあたって幕府に一矢報いることができた形となった。
その後新田官軍は東京の鎮守府に編入されたため、市中警備にあたった。
後年、新田家の嫡流と認められた岩松家は、明治政府より官軍として勤王倒幕活動を行った功により男爵を授かる。

## 関連書籍
- 神坂次郎著『猫男爵―バロン・キャット 』小学館、2002年、ISBN 978-4093433914 （岩松俊純を題材とした小説）